# (5552) Studnička
(5552) Studnička est un astéroïde de la ceinture principale.

## Description
(5552) Studnička est un astéroïde de la ceinture principale. Il fut découvert le 16 septembre 1982 à l'Observatoire Kleť par Antonín Mrkos. Il présente une orbite caractérisée par un demi-grand axe de 2,78 UA, une excentricité de 0,24 et une inclinaison de 8,2° par rapport à l'écliptique.

## Compléments